# Passaporte salvadorenho
O passaporte salvadorenho é o documento oficial, emitido pelos Governos Civis, que identifica o nacional salvadorenho perante as autoridades de outros países, permitindo a anotação de entrada e saída pelos portos, aeroportos e vias de acesso internacionais. Permite também conter os vistos de autorização de entrada.
Os passaportes são emitidos pelo Ministério da Administração Interna ou, se o cidadão reside no exterior, na embaixada. Além de servir como prova de identidade e cidadania, eles facilitam o processo de obter assistência dos funcionários consulares salvadorenhos no exterior, se necessário. Os cidadãos não podem ter vários passaportes salvadorenhos ao mesmo tempo.
De acordo com o "Henley Visa Restrictions Index 2012," os detentores de passaportes salvadorenhos podem visitar 111 países sem necessidade de obtenção de visto.

## Aparência
Como todos os passaportes da América Central, a capa é azul-marinha com fontes douradas indicando o nome oficial do país em espanhol e inglês. Um mapa da América Central é exibido com o território salvadorenho sombreado.

## Página de identificação
- Tipo ('P' - Passaporte)
- Código do país emissor ("SLV" - Salvadoran)
- Número do Passaporte
- Nome do portador
- Nacionalidade
- Data de nascimento
- Sexo
- Local de nascimento
- Data de emissão
- Data de validade
- Número da Cardeneta
- Autoridade Emissora

### Idiomas
A página de dados é bilíngue, em espanhol e inglês, enquanto os dados pessoais estão em espanhol.

### Páginas de vistos
O passaporte salvadorenho contém 48 páginas, das quais uma (a primeira) mostra as informações do titular do documento, adequadas para vistos e carimbos de fronteira.